# Мюллер, Мартина (футболистка)
Мартина Мюллер (нем. Martina Müller; род. 18 апреля 1980, Кассель) — немецкая футболистка, нападающая. Чемпионка мира 2003 и 2007 годов, чемпионка Европы 2001 и 2009 годов, бронзовый призёр Олимпийских игр 2004 года.

## Карьера

### Клубная
В молодости играла за разнообразные команды до тех пор, пока не попала в состав «Франкфурта». На первых порах заметной не была, но после ухода из команды Сандры Смисек и Биргит Принц пробилась в основной состав и позволила команде удержаться на плаву. Через два года отправилась в «Бад-Нойенар», отыграв там 4 сезона. С 2005 по 2015 годы защищала цвета «Вольфсбурга», с которым вернулась из Второй бундеслиги в Первую, забив 36 голов за первый сезон.

### В сборной
Дебютировала 22 июля 2000 года в матче против сборной США. Сыграла 98 игр и забила 33 гола. Выигрывала чемпионаты Европы 2001 и 2009 годов, чемпионаты мира 2003 и 2007 годов, бронзовые медали Олимпиады в Афинах.

## Вне футбола
Работает параллельно клерком в филиале компании «Фольксваген» в Вольфсбурге.